# Hartmann Schedel
Hartmann Schedel (Nuremberga, 13 de fevereiro de 1440 – Nuremberga, 28 de novembro de 1514) foi um médico, humanista, historiador e um dos primeiros cartógrafos a fazer uso da impressão, desenvolvida por Johannes Gutenberg. Teve como tutor o humanista Matheolus Perusinus.
Schedel ficou conhecido por ter redigido o texto da Crónica de Nuremberga, também conhecida como Schedelsche Weltchronic (a Crónica do Mundo de Schedel), publicada em latim e em alemão na cidade de Nuremberga no mesmo ano de 1493. A obra apresenta mapas e ilustrações de cidades e países, constituindo, em alguns casos, a mais antiga documentação do género sobre tais locais. Com a invenção da imprensa por Johannes Gutenberg, em 1447, tornou-se possível imprimir livros e mapas para uma base mais alargada de leitores, já que por serem manuscritos e desenhados à mão, tais obras eram raras e muito dispendiosas.
Schedel foi também um coleccionador notável de livros, arte e estampas dos mestres clássicos da gravura. Um álbum que Schedel encadernou em 1504 continha cinco gravuras da autoria de Jacopo de' Barbari, fornecendo uma importante evidência para a datação dos trabalhos de' Barbari.

## Biografia

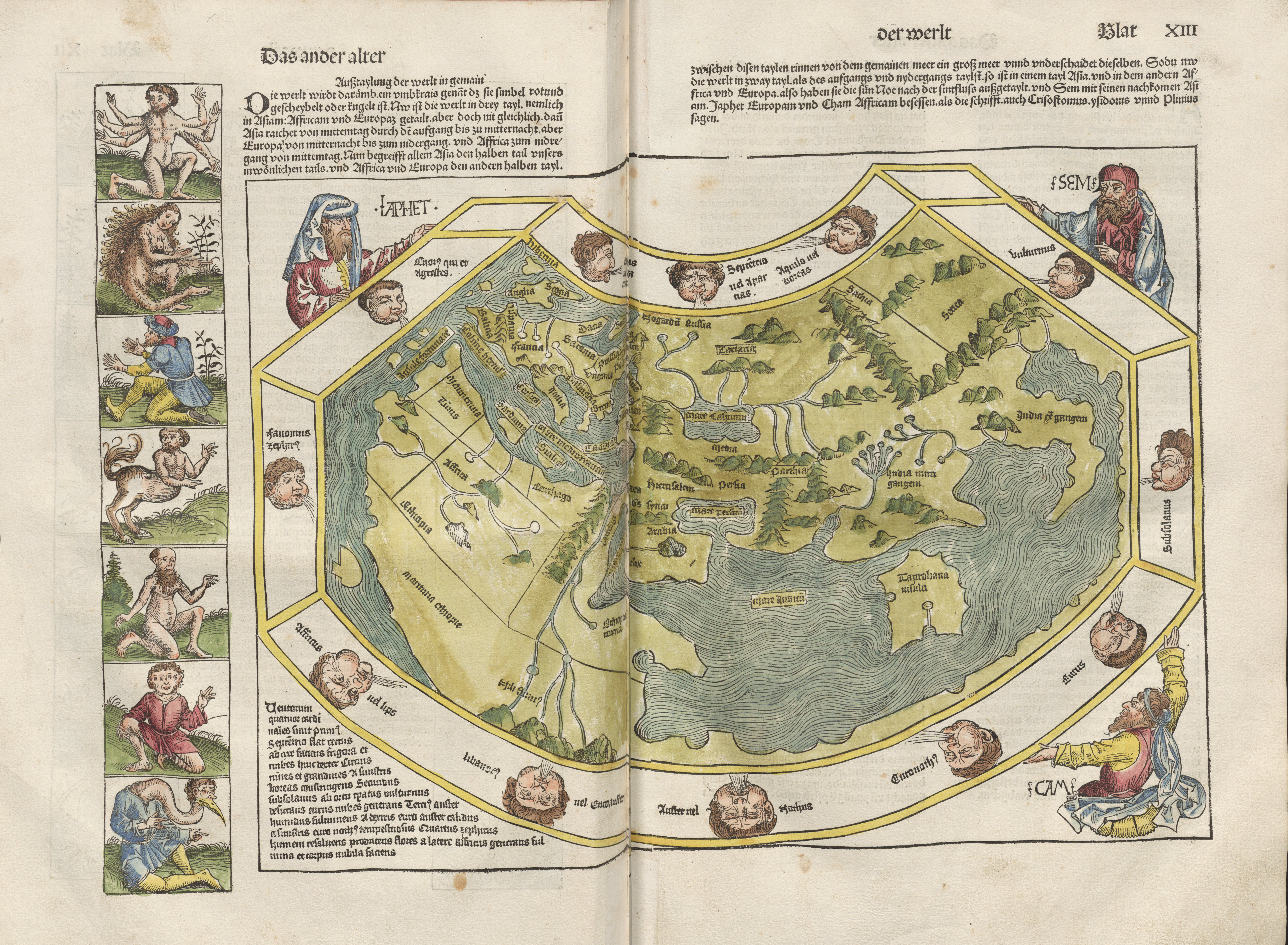
O mapa-múndi de Schedel. Nas margens os patriarcas bíblicos de cada um dos continentes então conhecidos pelos europeus: Europa, Ásia e África com, respectivamente, Jafé, Sem e Cam, os três filhos de Noé.

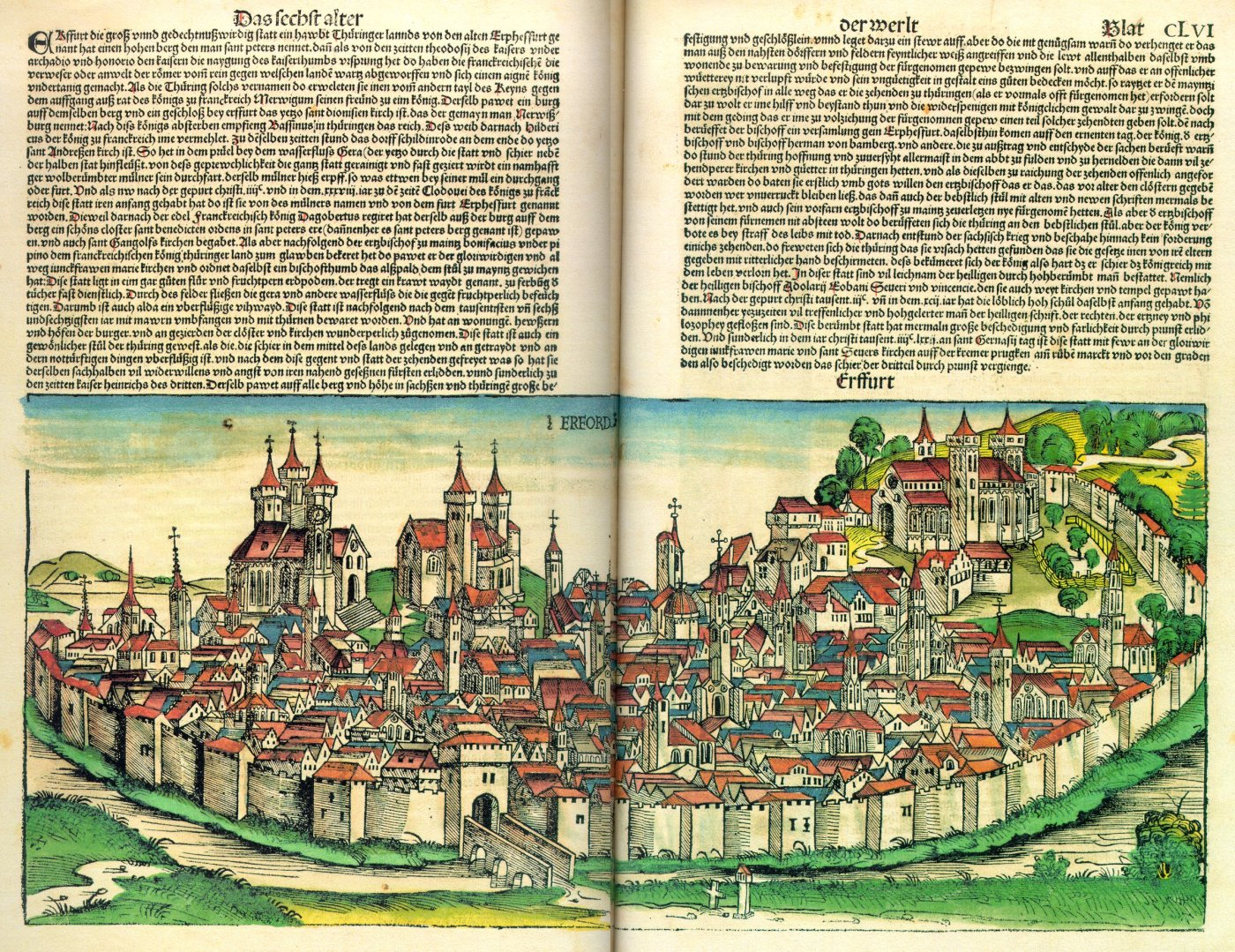
Imagem da Schedelsche Weltchronik mostrando Erfurt.

Hartmann Schedel nasceu em Nuremberga no ano de 1440, filho do rico empresário Hartmann Schedel e de sua esposa Anna Grabner. Sua mãe morreu 1445 e o seu pai em 1451, pelo que ficou órfão com apenas 11 de idade. Tinha dois irmãos, Georg Schedel, que continuou a tradição paterna e foi mercador, e Johannes Schedel, que ingressou num mosteiro dominicano.
Coube a Herrmann Schedel, um primo 30 anos mais velho, assumir a educação de Hartmann Schedel. Herrmann Schedel era médico, com consultório inicialmente em Nuremberga, mas que durante alguns anos fora o médico pessoal de Frederico II de Brandeburgo. Por razões climáticas, voltou para o sul da Alemanha fixando-se, mais tarde, na sua cidade natal de Nuremberga. Foi Herrmann Schedel quem conduziu Hartmann Schedel para a profissão médica e o introduziu ao humanismo e ao amor pelos livros.
Com 16 anos de idade, em 1456, Hartmann Schedel matriculou-se na Universidade de Leipzig, onde completou um mestrado em artes liberais e assistiu a palestras de direito e direito canónico. Em 1461 aderiu ao círculo de intelectuais e estudantes liderado pelo humanista Peter Luder, mudando-se em 1463 para Pádua. Na Universidade de Pádua, estudou Medicina, Anatomia e Cirurgia, concluindo a sua formatura em Medicina no ano de 1466. Paralelamente ao estudo da Medicina, frequentou palestras sobre Física e grego clássico, sendo um dos primeiros alemães a ter acesso à língua grega e aos escritos da Grécia Antiga. Neste período, teve como tutor o humanista Matheolus Perusinus.
Em 1466 retornou a Nuremberga, mas passou grande parte dos anos seguintes viajando e a coleccionar e copiar livros. Nos anos de 1470 a 1477, estabeleceu-se como médico municipal da cidade de Nördlingen e entrou para a irmandade cartuxa do Mosteiro de Christgarten (a Kartäuser im Christgarten). Em 1475 casou com Anna Heugel, de Nuremberga (†1485).
A sua carreira médica levou a fixar-se em Amberg, mas em 1482 regressou a Nuremberga, onde se casou em 1487 com Magdalena Haller (†1505), sua segunda esposa. Dos 12 filhos que teve nos dois casamentos, seis morreram em tenra idade.
Hartmann Schedel pertencia ao grupo dos cidadãos ricos de Nuremberga, sendo proprietário de vários imóveis, foros e renda. Também herdou a casa de seu primo Hermann Schedel, na Burgstraße (rua do Castelo), via na qual viveram Albrecht Dürer e as famílias patrícias dos Scheurl von Defersdorf e dos Haller von Hallerstein. Foi incluído no registo das 92 famílias mais ricas e honoráveis da cidade e em 1482 foi nomeado membro do Grande Conselho (Größeren Rates), uma assembleia composta por representantes da classe patrícia, bem como dos comerciantes, intelectuais e artesãos. Não fez parte do Conselho Privado (o Innere Rat) pois a sua segunda esposa, apesar de pertencer pelo lado materno à família patrícia dos Ebner von Eschenbach, descendia pelo lado paterno da linha dos Haller de Bamberg que embora se tivessem mudado para Nuremberga não pertenciam ao patriciato local.
Na fase final da sua vida Hartmann Schedel era um dos cidadãos mais respeitados da cidade de Nuremberga e mantinha uma florescente prática médica. Com os seus colegas médicos, formou um influente círculo médico e humanista, com objectivos intelectuais ambiciosos. A sua reputação foi estabelecida, não apenas pela sua profissão e sua posição social, mas também pela reputação que granjeou com a publicação da sua obra-prima literária, a Crónica de Nuremberga.

## ACrónica do Mundo

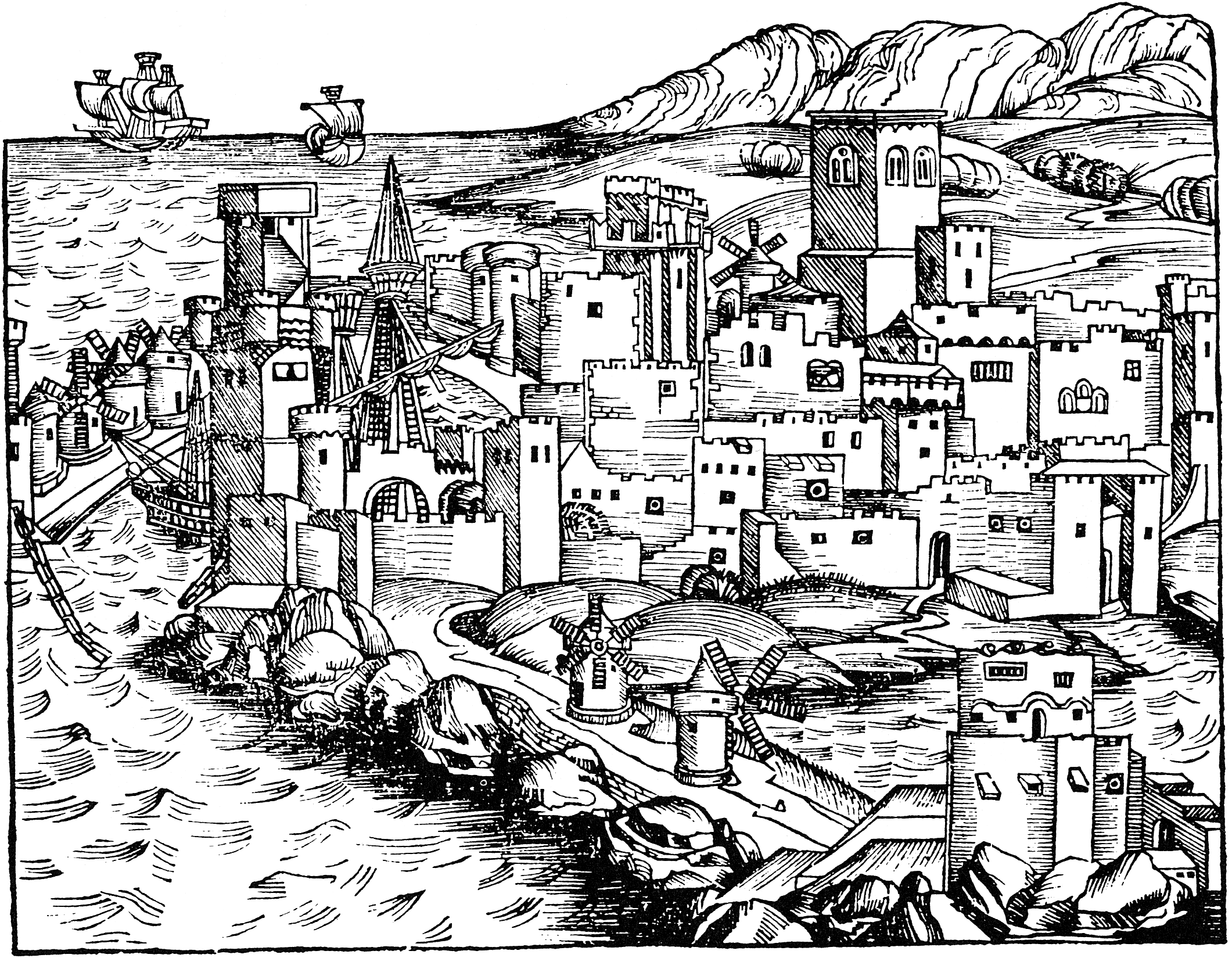
A cidade de Rodes, por Hartmann Schedel.

A Crónica do Mundo de Schedel, hoje considerada um dos mais importantes monumentos da arte tipográfica alemã e europeia, apareceu pela primeira vez em livro no ano de 1493, em Nuremberga, numa versão em alemão e outra em latim.
A obra segue a tradição das crónicas medievais, apresentando a história do Mundo dividida em "idades" ou "eras":
- 1.ª Era do Mundo — desde a Criação ao Dilúvio;
- 2.ª Era do Mundo — até ao nascimento de Abraão;
- 3.ª Era do Mundo — até ao reinado do rei David;
- 4.ª Era do Mundo — até ao Exílio na Babilónia;
- 5.ª Era do Mundo — até ao Nascimento de Cristo;
- 6.ª Era do Mundo — do Nascimento de Cristo ao presente (esta era do mundo é a mais completa da Crónica);
- 7.ª Era do Mundo — antevisão do Apocalipse e do Juízo Final.

A tiragem da primeira edição é desconhecida, mas a edição em latim, que foi distribuído por toda a Europa, terá tido uma tiragem muito maior do que a versão alemão.
A edição em latim compreende 656 páginas e a alemã 596 páginas. Ambas as versões foram impressas por Anton Koberger, na sua oficina tipográfica de Nuremberga.
A obra contém 1809 ilustrações em xilogravura executadas na oficina de Michael Wolgemut, que se repetem em parte. Esta abundância de gravuras torna a Crónica no livro mais amplamente ilustrado que se conhece do século XV. Entre as ilustrações estão 29 panoramas de cidade impressos em duplas páginas e dois mapas também em dupla página: um mapa do mundo e um mapa da Europa. Michael Wolgemut, com o seu enteado William Pleydenwurff, iniciou em 1487 o trabalho de concepção das xilogravuras. É provável que também o jovem Albrecht Dürer tenha contribuído para o trabalho, pois por volta de 1490 Dürer foi aprendiz na oficina de Wolgemut.
A edição da Crónica, que terá envolvido enormes custos, não foi um sucesso comercial, pois em 1509 ainda existiam 571 exemplares por vender. Quase nada se sabe em relação aos preços de venda da primeira edição da Crónica, mas uma cópia vendido em Londres no ano de 1495 custou 66 xelins e 8 pence.
Em Abril de 2011, foi descoberta uma cópia da Crónica armazenada num sótão no Utah (USA), que proprietário tinha herdado do seu tio-avô. No entanto, o livro está em mau estado, faltando muitas páginas, tendo os eu valor sido estimado em cerca de € 35 000. Em 2010, um espécime bem preservado foi vendido num leilão em Londres por € 570 000. Num um leilão em Munique uma cópia ligeiramente danificado obteve um preço de 105 000 euros.
A cópia manuscrita de Hartmann Schedel está guardada na Biblioteca Estadual da Baviera e pode ser vista numa versão digitalizada disponível na Internet.

## Galeria

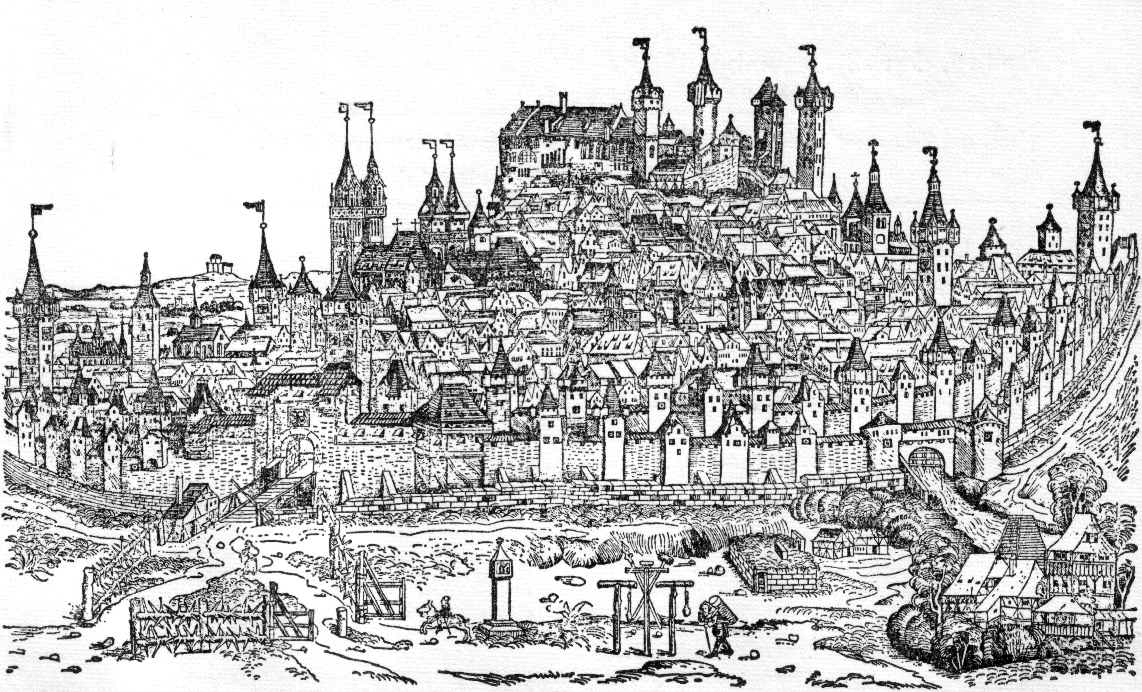
Nuremberg
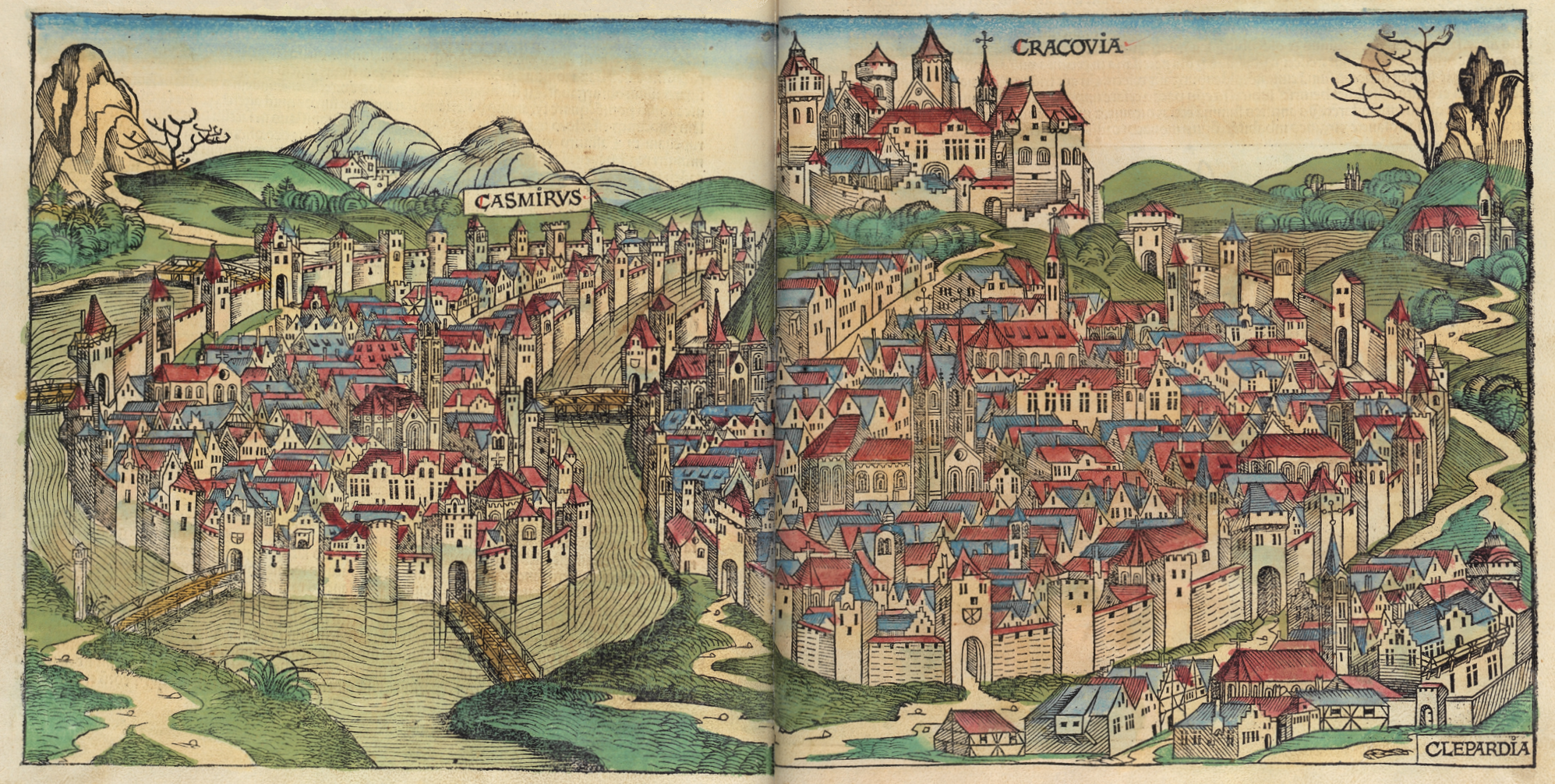
Cracóvia
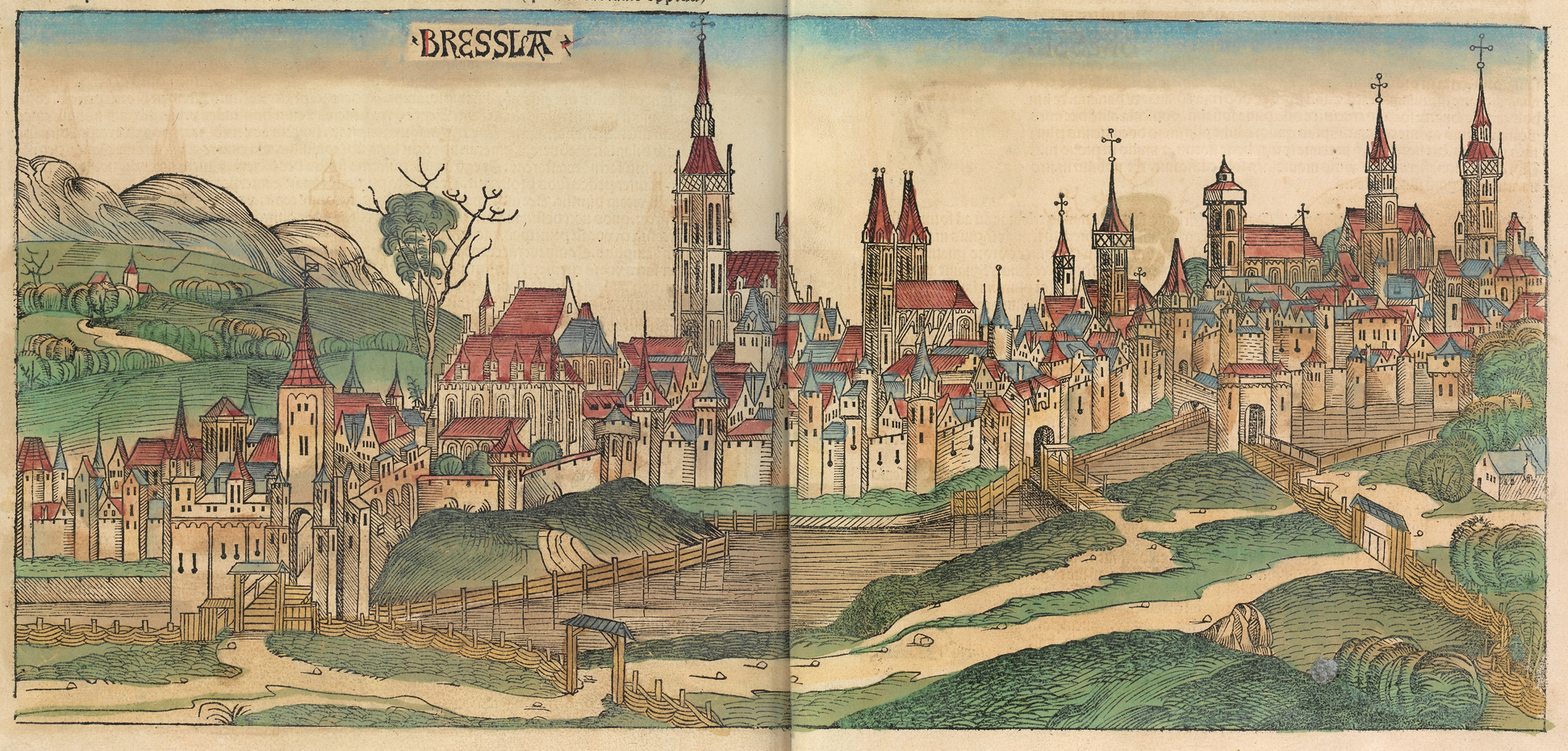
Wrocław
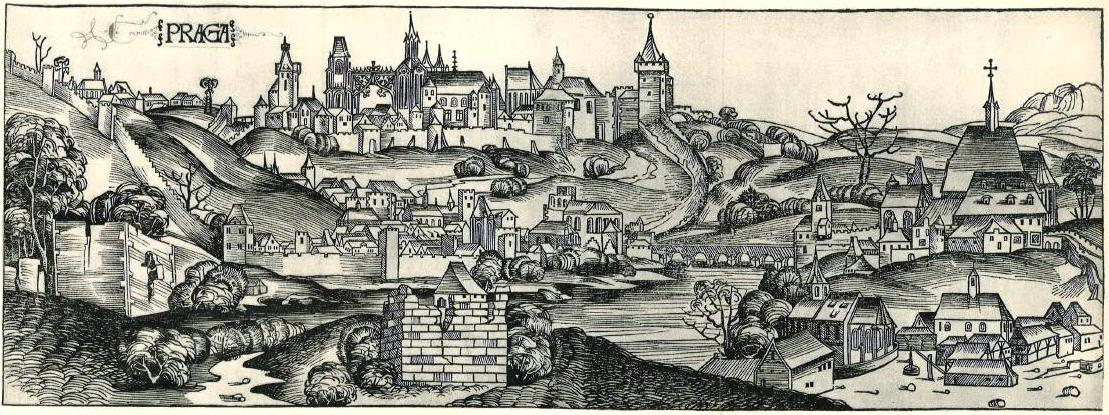
Praga
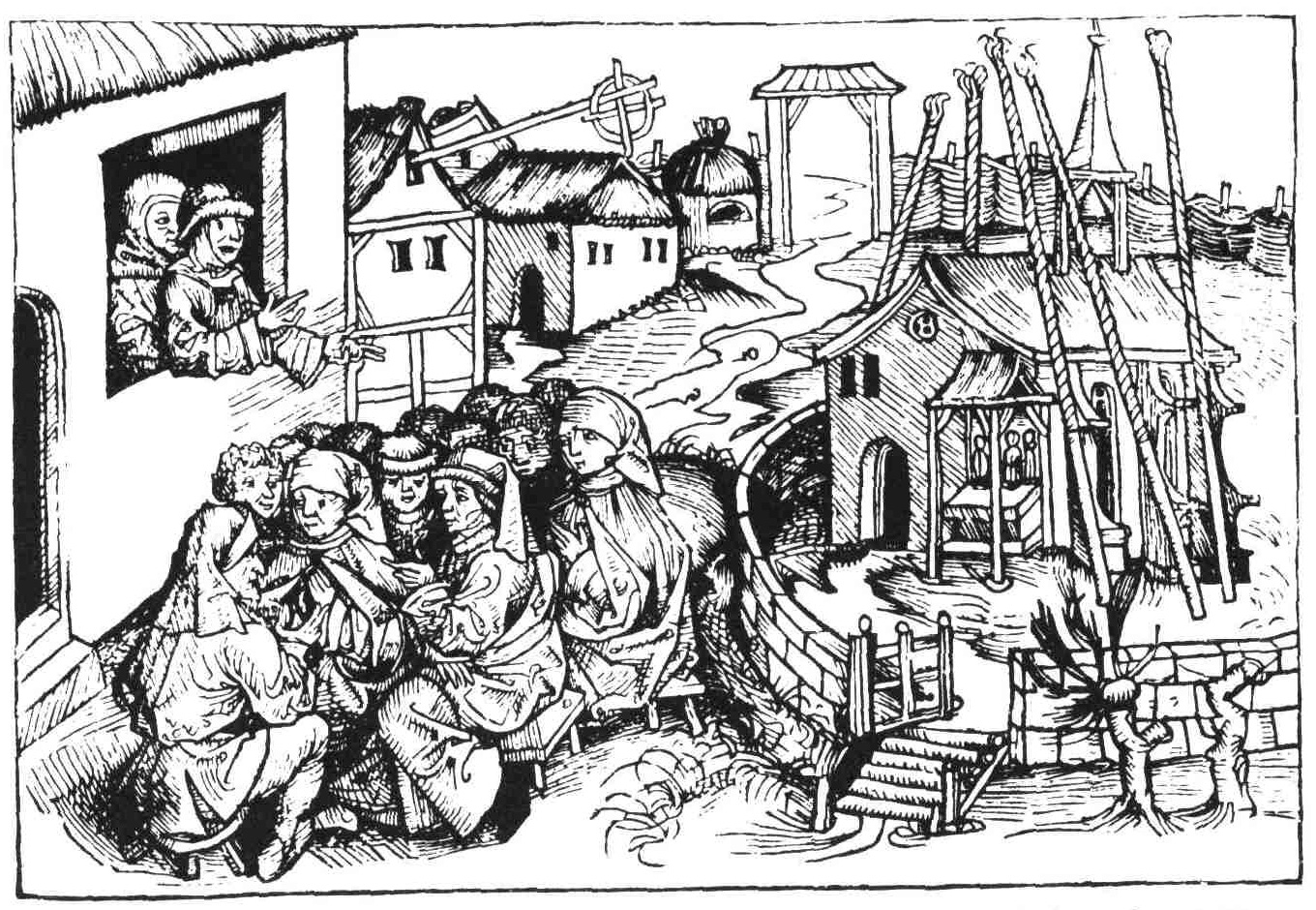
Hans Böhm, o "Flautista de Niklashausen"
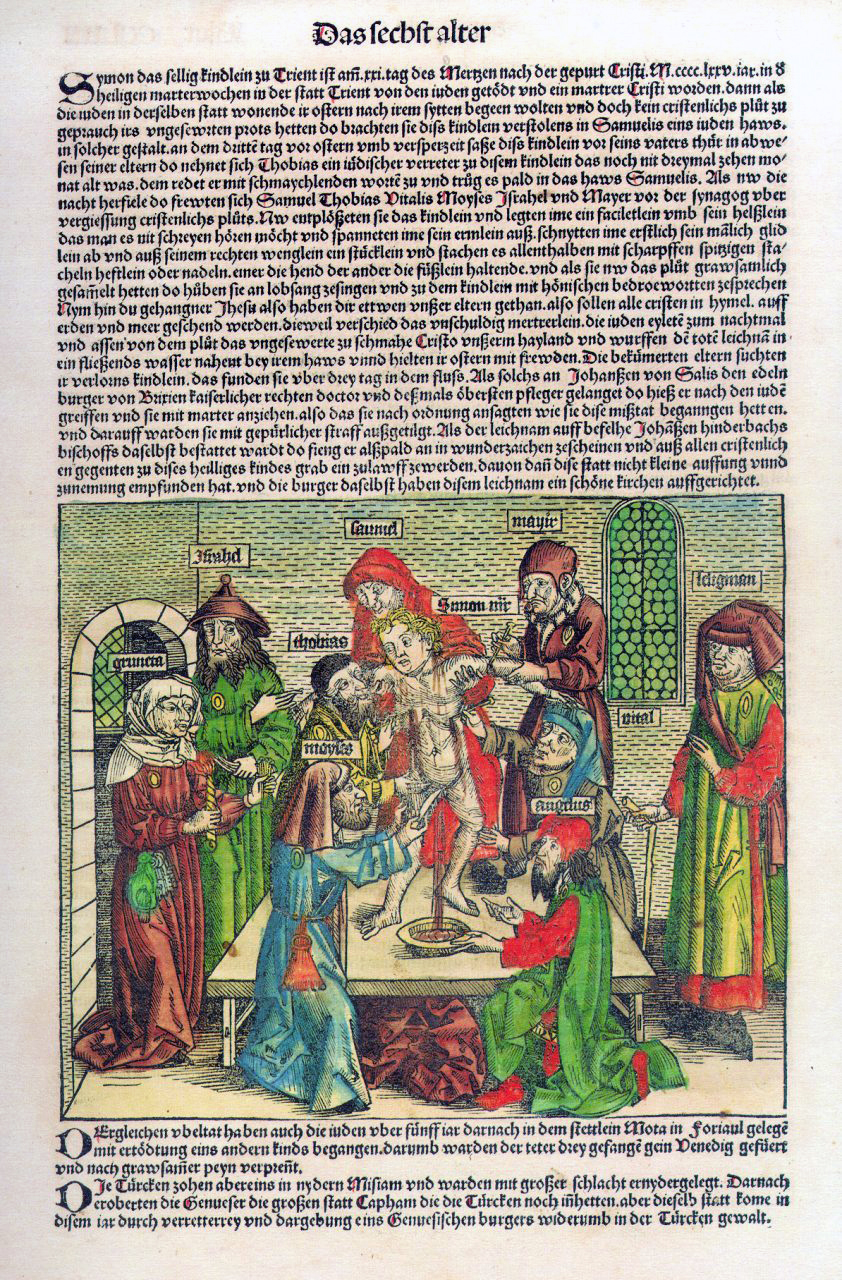
Imagem anti-semítica
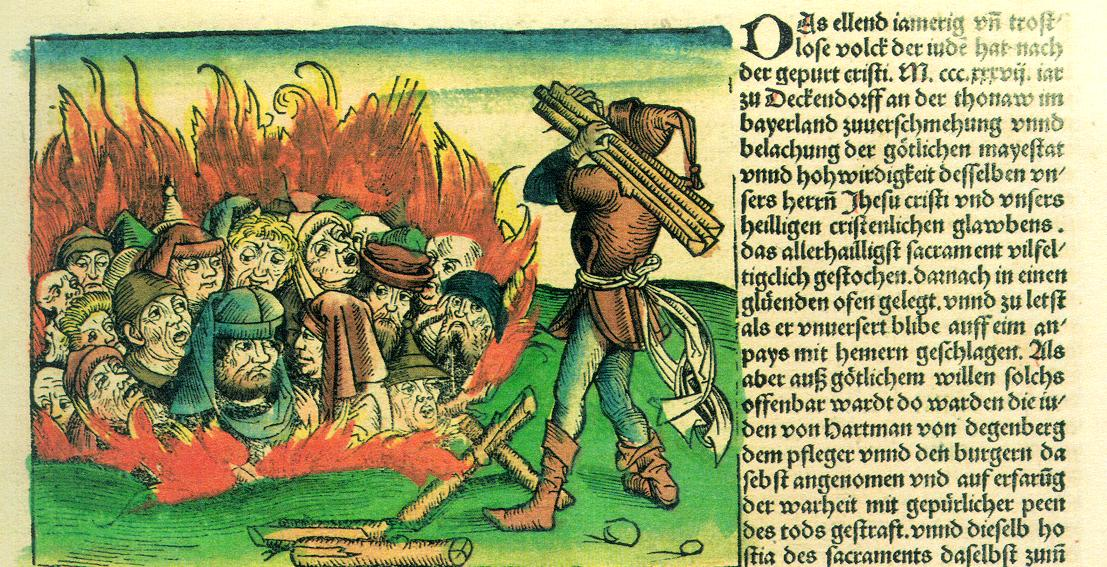
Judeus sendo queimados
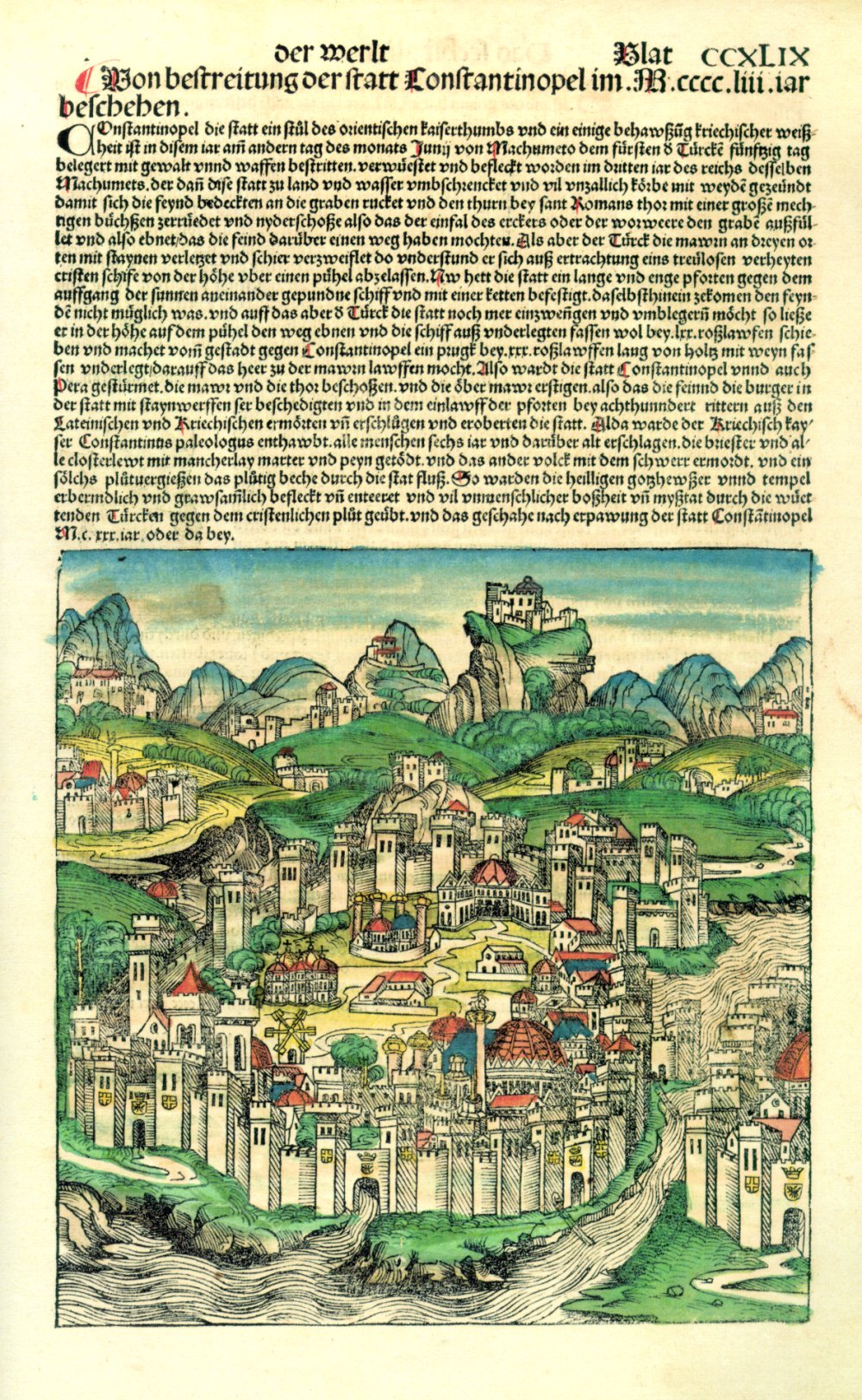
Constantinopla em 1493
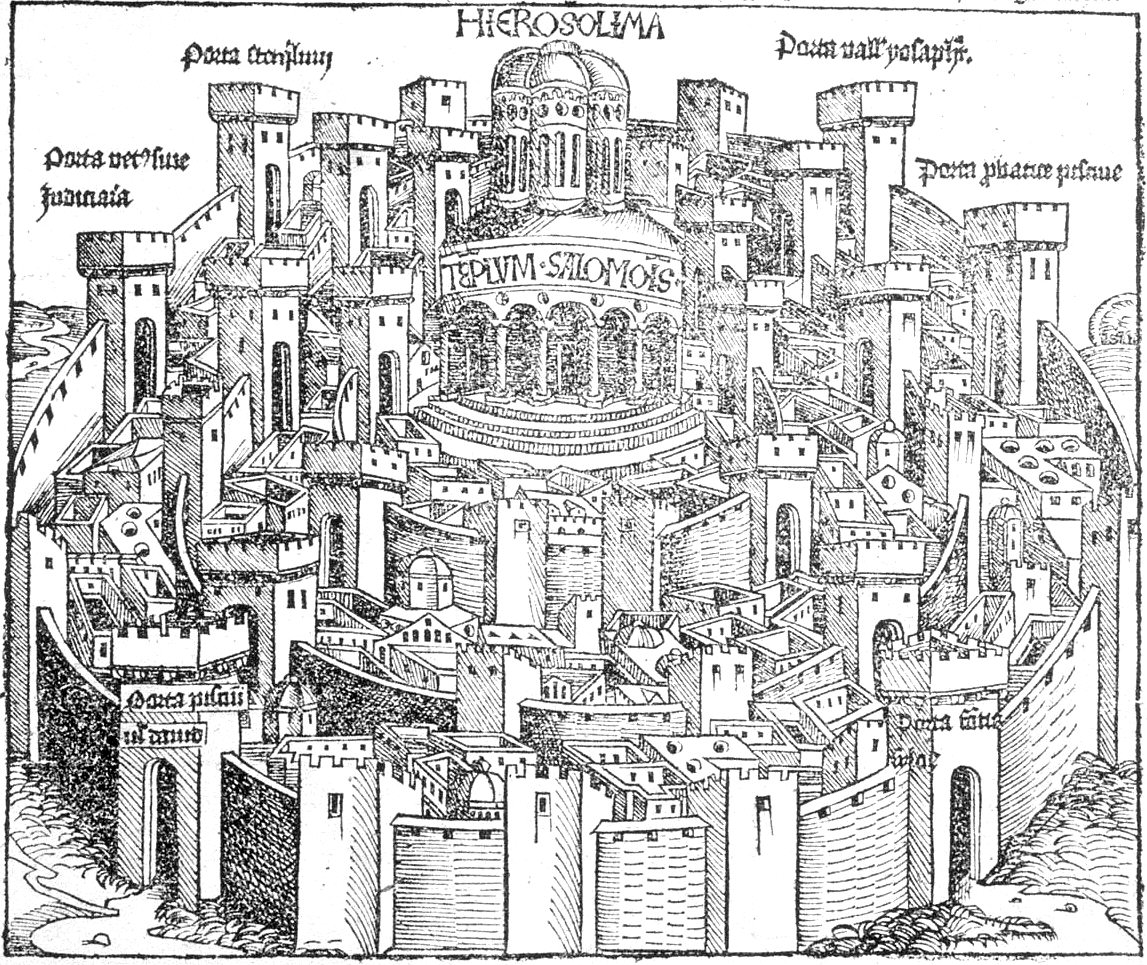
Jerusalém
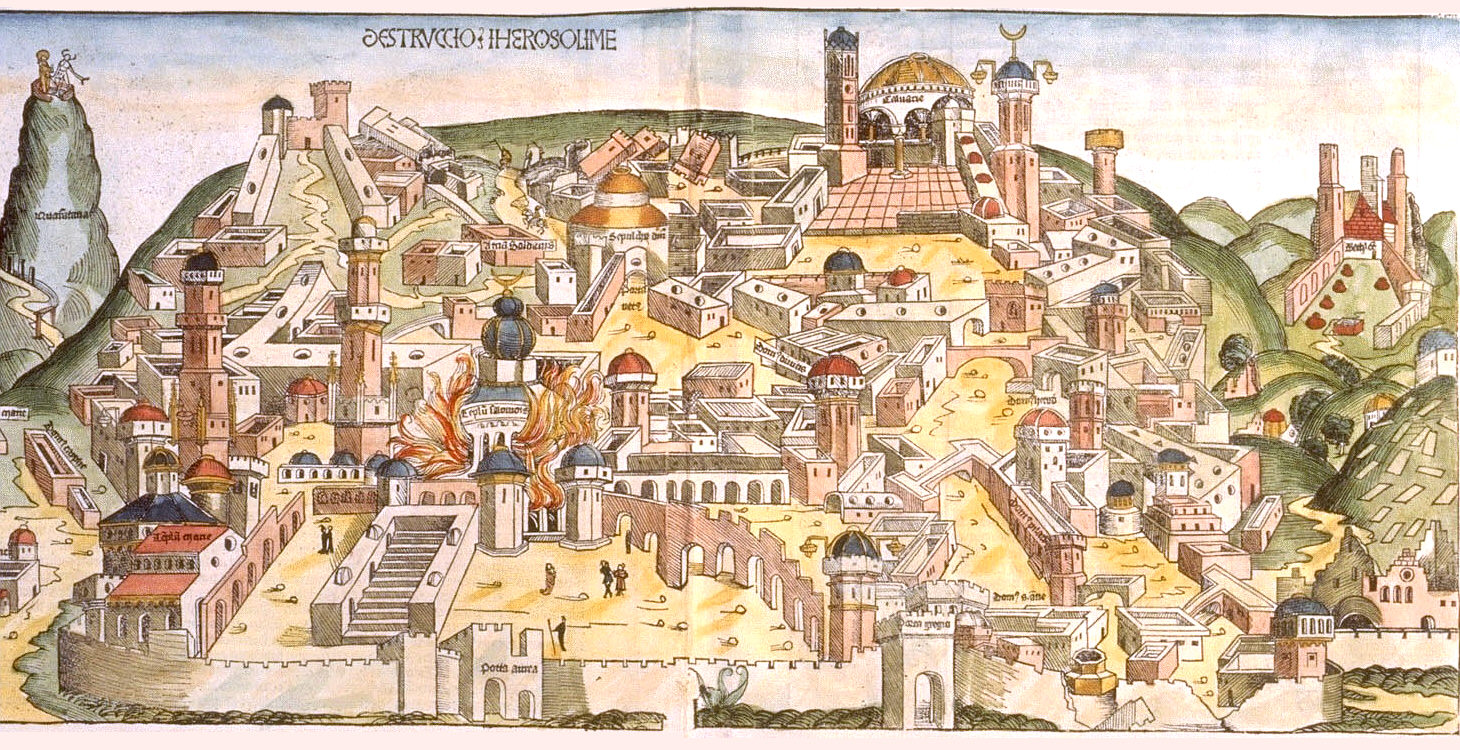
O ataque de Jerusalém
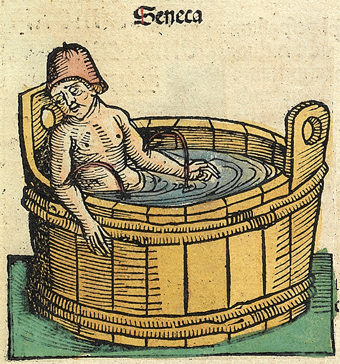
Morte de Sêneca
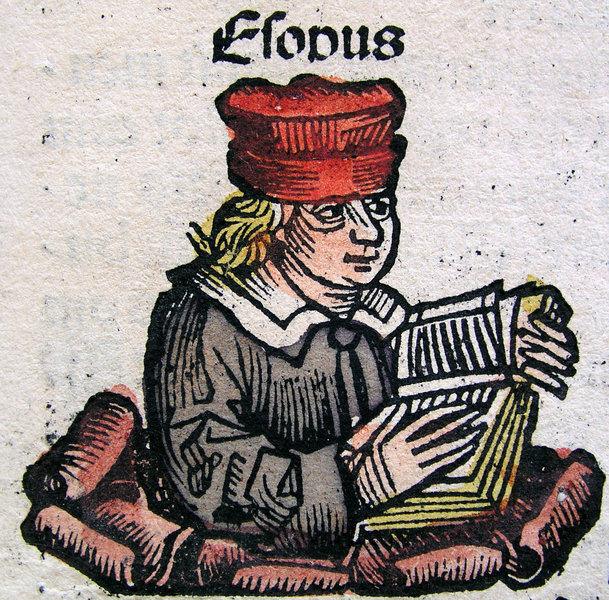
Esopo

## Edições
- Hartmann Schedel: Registrum huius operis libri cronicarum cu [cum] figuris et imagibus [imaginibus] ab inicio mudi [mundi]. [Nachdruck der Ausgabe Nürnberg, Koberger, 1493]. Ostfildern: Quantum Books, [2002?]. - CCXCIX, [51] S., ISBN 3-935293-04-6
- Hartmann Schedel: Register des Buchs der Croniken und geschichten mit figuren und pildnussen von anbeginn der welt bis auf dise unnsere Zeit. [Durch Georgium Alten ... in diss Teutsch gebracht]. Reprint [der Ausg.] Nürnberg, Koberger, 1493, 1. Wiederdruck. München: Reprint-Verlag Kölbl, 1991. - [9], CCLXXXVI Bl., IDN: 947020551
- Hartmann Schedel: Weltchronik. Nachdruck [der] kolorierten Gesamtausgabe von 1493. Einleitung und Kommentar von Stephan Füssel. Augsburg: Weltbild, 2004. - 680 S., ISBN 3-8289-0803-9
- Stephan Füssel (Hg.): Schedel'sche Weltchronik. Taschen Verlag, Köln 2001. ISBN 3-8228-5725-4
- Digitalisat der lateinischen Ausgabe (mit brasil-portugiesischer Bedien-Oberfläche)
- Digitalisat der Bayerischen Staatsbibliothek
- Digitalisat der Beloit copy (Morse Library, Beloit College, Beloit, WI 53511, United States)
- Holzschnitte aus einem der Exemplare der Bibliothèque nationale de France